# M&T Bank

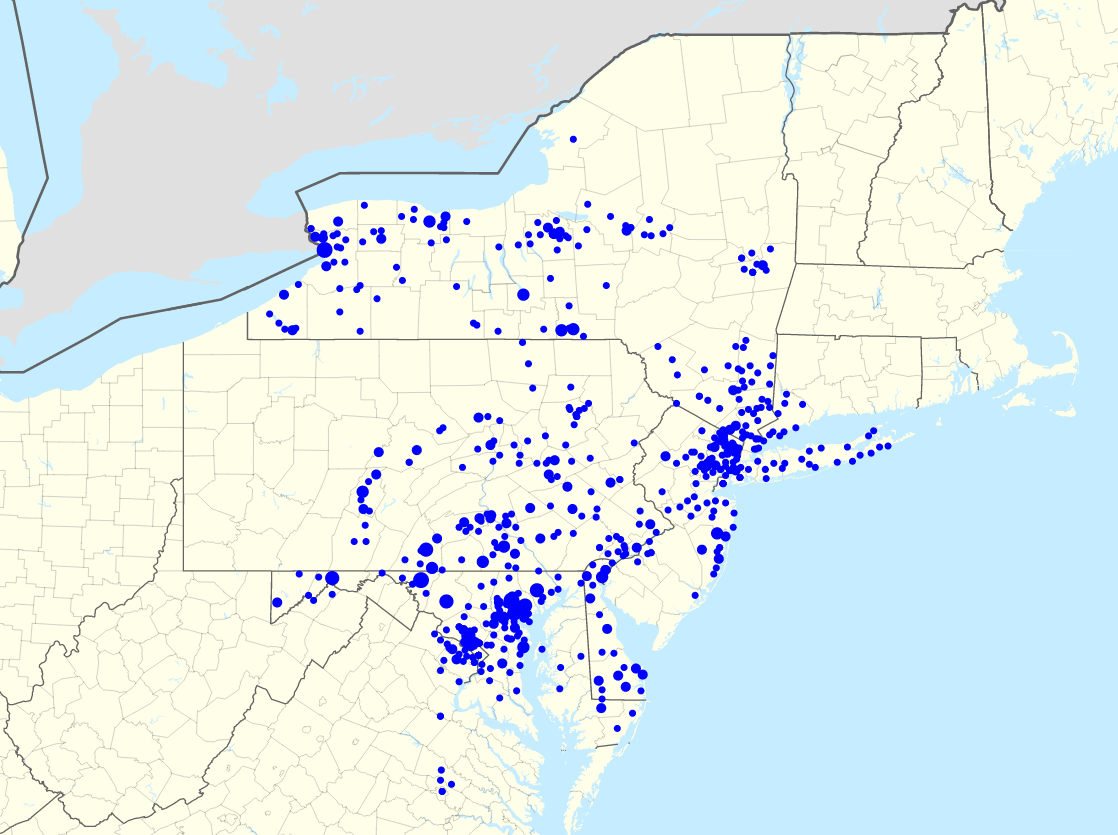
Pegada de M&T em março de 2016

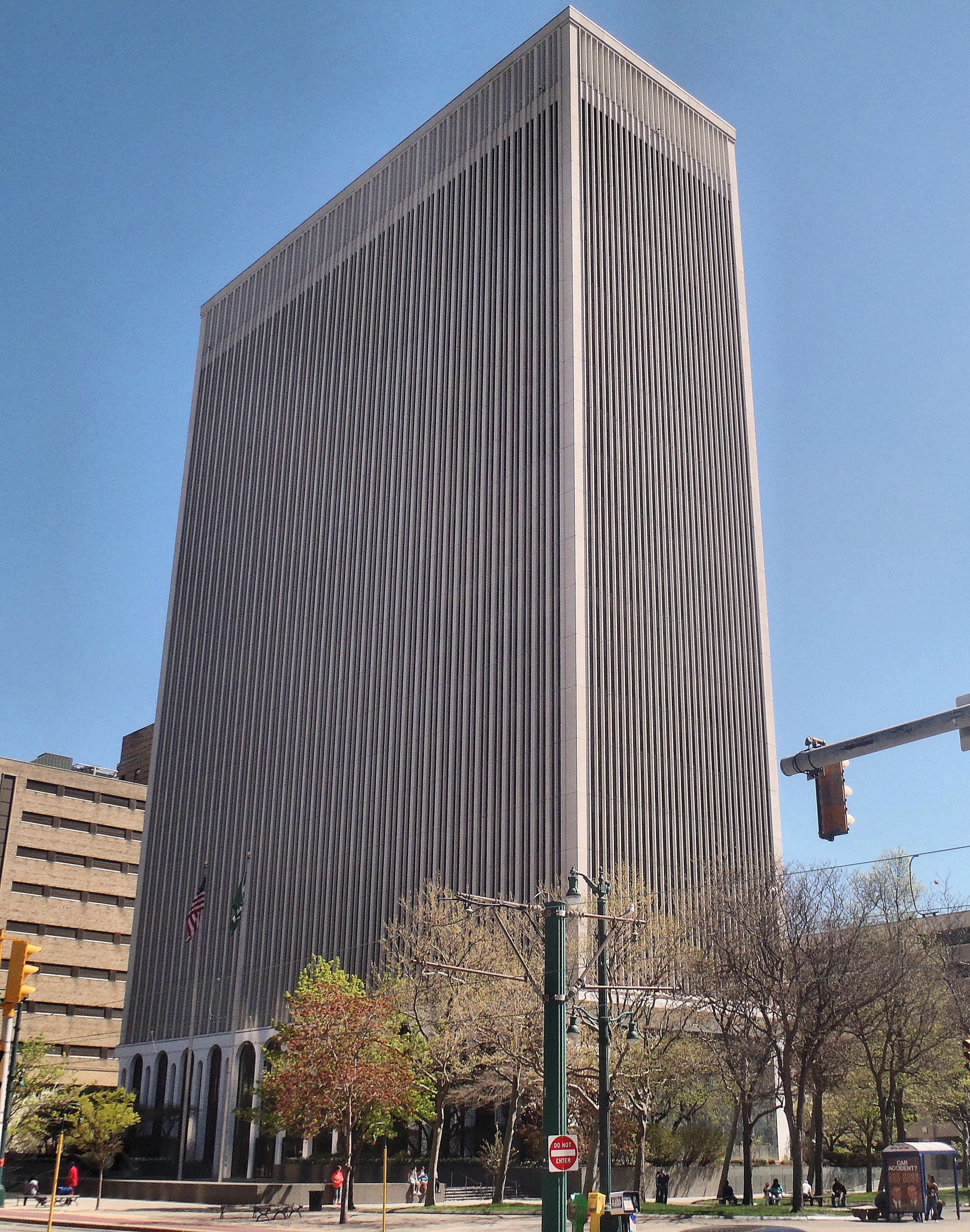
Sede do Banco M&T, Buffalo

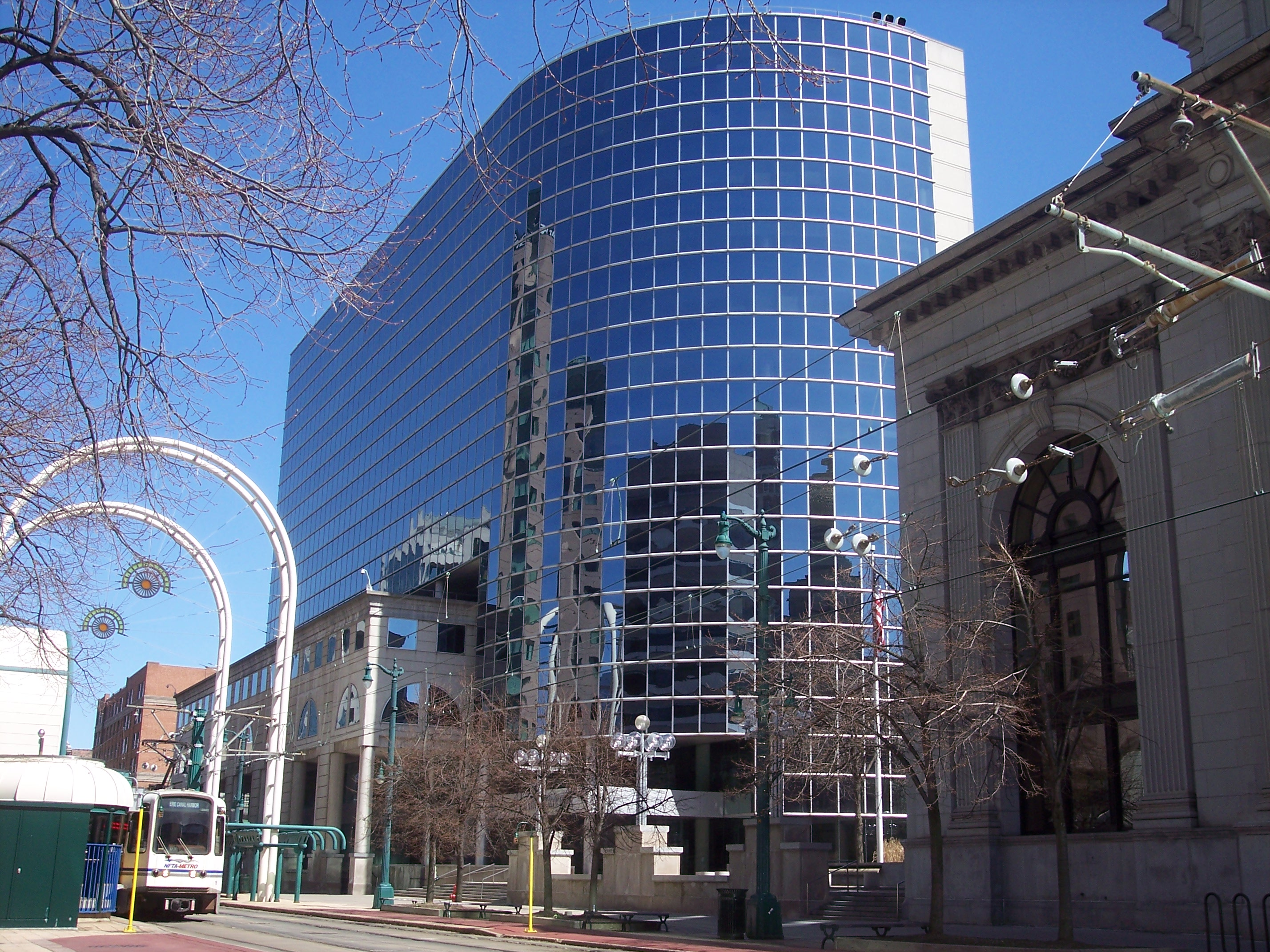
Centro de M&T, Buffalo

O M&T Bank Corporation é uma holding bancária americana sediada em Buffalo, Nova York. Opera 780 agências em Nova York, Nova Jersey, Pensilvânia, Maryland, Delaware, Virgínia, Virgínia Ocidental, Washington, D.C. e Connecticut. A M&T ocupa o 467º lugar na lista Fortune 500. Até maio de 1998, foi nomeado First Empire State Corporation.
O M&T Bank é lucrativo em todos os trimestres desde 1976. Além do Northern Trust, o M&T foi o único banco no Índice S&P 500 a não reduzir seus dividendos durante a crise financeira de 2007-2008.
O banco possui o edifício Buffalo Savings Bank no centro de Buffalo. O M&T Bank também patrocina o M&T Bank Stadium, sede do Baltimore Ravens. O M&T Bank é o banco oficial do Buffalo Bills no oeste de Nova York e de seu estádio Stadium New Era Field em Orchard Park, Nova York. A Wilmington Trust é uma subsidiária do M&T Bank Corporation, oferecendo serviços corporativos e institucionais globais, private banking, gerenciamento de investimentos e serviços fiduciários.

## História
A M&T foi fundada em 1856 no oeste de Nova York como "Manufacturers and Traders Trust Company". A empresa abriu sua primeira filial em 29 de agosto daquele ano na 2 East Swan Street, em Buffalo.
Em 1983, Robert G. Wilmers foi nomeado Presidente e CEO, cargo que ocupou até sua morte em dezembro de 2017.
Entre 1987 e 2009, o M&T Bank adquiriu 20 instituições financeiras, como segue:
- Dezembro de 1987: Economias do leste de Nova Iorque
- Janeiro de 1989: Monroe Savings Bank de Rochester, Nova Iorque
- Setembro de 1990: Ativos do Empire of America Savings Bank of Buffalo (junto com o KeyBank e outros)
- Maio de 1991: Ativos do Goldome Bank of Buffalo (junto com o KeyBank e outros).
- Julho de 1992: Central Trust e Endicott Trust de Rochester, Nova York e Binghamton, Nova York.[8]
- Dezembro de 1994: agências do Hudson Valley no Chemical Bank ; Nova York e Ithaca Bancorp de Ithaca, Nova Iorque.
- Julho de 1995: filiais do Hudson Valley em Chase Manhattan.
- Janeiro de 1997: Agências do Green Point Bank em Westchester, Nova York.
- Junho de 1999: Primeiro Banco Nacional de Rochester
- Abril de 1998: OnBank de Syracuse, Nova York.[9]
- Setembro de 1999: 29 agências do Chase Bank em Buffalo, Jamestown e Binghamton.[10]
- Outubro de 2000: Keystone Financial da Pensilvânia Central.[11]
- Fevereiro de 2001: Nação Premier Bancorp de Newburgh[12]
- Abril de 2003: Allfirst Bank of Baltimore, uma subsidiária da Allied Irish Banks da Irlanda, em troca de 26,7 milhões de ações da M&T e US$ 886 milhões em dinheiro.[13][14] Sob a direção dos reguladores financeiros do governo irlandês, a AIB vendeu sua participação de 22% na M&T em 2010.[15]
- Julho de 2006: 21 agências do Citibank em Buffalo e Rochester.[16]
- Dezembro de 2007: Partners Trust Financial Group, incluindo 33 agências no norte de Nova York, por US$ 555 milhões.[17]
- Dezembro de 2007: 12 filiais da First Horizon National Corporation nos mercados maiores de Washington D.C. e Baltimore.[18]
- Maio de 2009: Provident Bank of Maryland em uma transação de ações.[19]
- Agosto de 2009: A Federal Deposit Insurance Corporation (FDIC) apreendeu o Bradford Bank e vendeu todos os seus depósitos e a maioria dos ativos para a M&T.[20] M&T e o FDIC concordaram em compartilhar perdas futuras em US$ 338 milhões em ativos da Bradford.[21]

Em maio de 2011, a M&T adquiriu a Wilmington Trust por US$ 351 milhões em ações.
Em 27 de agosto de 2012, a M&T anunciou a aquisição do Hudson City Bancorp por US$ 3,7 bilhões. O banco possuía US$ 25 bilhões em depósitos e US$ 28 bilhões em empréstimos e 135 agências físicas, incluindo 97 em Nova Jersey. A aquisição foi adiada por 3 anos devido a um caso de lavagem de dinheiro envolvendo uma agência de M&T e a aquisição foi encerrada em 2 de novembro de 2015.
Em 2008, a M&T recebeu um investimento de US$ 600 milhões do Tesouro dos Estados Unidos como resultado do Troubled Asset Relief Program (TARP) e a M&T assumiu outros US$ 482 milhões em obrigações de TARP em suas aquisições. Em 2011, o banco pagou US$ 700 milhões em fundos do TARP.
Em 16 de dezembro de 2017, Robert Wilmers morreu e o presidente não executivo Robert T. Brady tornou-se presidente e CEO em exercício. Em 20 de dezembro de 2017, René F. Jones foi nomeado Presidente e CEO.

## Questões legais

### Lavagem de dinheiro
Em junho de 2014, um juiz de distrito dos EUA ordenou que o M&T Bank perdesse US$ 560.000 em recursos provenientes de drogas que haviam sido lavados por meio de sua filial em Perry Hall, Maryland. Pelo menos oito vezes, de 2011 a 2013, Deanna Bailey, uma traficante de drogas, foi à filial e mandou o contador Sabrina Fitts converter os valores em dinheiro de US$ 20.000 para US$ 100.000 em notas maiores. Fitts aceitou uma taxa de transação de 1% em troca de não registrar um relatório de transação em moeda. Isso violou a Lei de sigilo bancário de 1970, que exige que todas as transações em dinheiro de mais de US$ 10.000 sejam relatadas à Receita Federal.
A aquisição do Hudson City Bancorp foi adiada por mais de 3 anos pelo Federal Reserve Board, que não estava convencido de que os controles anti-lavagem de dinheiro do banco eram fortes o suficiente.